# Municipio de Freedom (Minnesota)
El municipio de Freedom (en inglés: Freedom Township) es un municipio ubicado en el condado de Waseca en el estado estadounidense de Minnesota. En el año 2010 tenía una población de 326 habitantes y una densidad poblacional de 3,48 personas por km².

## Geografía
El municipio de Freedom se encuentra ubicado en las coordenadas 43°58′55″N 93°42′40″O / 43.98194, -93.71111. Según la Oficina del Censo de los Estados Unidos, el municipio tiene una superficie total de 93.56 km², de la cual 92,77 km² corresponden a tierra firme y (0,84 %) 0,79 km² es agua.

## Demografía
Según el censo de 2010, había 326 personas residiendo en el municipio de Freedom. La densidad de población era de 3,48 hab./km². De los 326 habitantes, el municipio de Freedom estaba compuesto por el 97,85 % blancos, el 1,23 % eran de otras razas y el 0,92 % eran de una mezcla de razas. Del total de la población el 1,53 % eran hispanos o latinos de cualquier raza.